# Libres e Iguales (Naciones Unidas)
El proyecto Libres e Iguales de Naciones Unidas (en inglés United Nations' Free & Equal - UNFE) fue establecido por la Oficina del Alto Comisionado de las Naciones Unidas para los Derechos humanos en colaboración con Purpose Fundation, con el objetivo de apoyar la igualdad de la comunidad de lesbianas, gays, bisexuales y personas transgénero (LGBT). El UNFE tiene como objetivo crear conciencia sobre la homofobia, la transfobia, la violencia y la discriminación.  Se centra en promover un mayor respeto por los derechos de las personas LGBT en todo el mundo. La campaña ha tenido éxito en involucrar a millones de personas en todo el mundo en conversaciones que ayudarán a promover el trato justo de las personas LGBT y la generación de apoyo para medidas para proteger sus derechos. El mensaje de la campaña de la aceptación y la igualdad había alcanzado a dos mil millones de personas en los dos primeros años de existencia. El UNFE se ha convertido en un referente mundial gracias a la ONU y es mencionado en leyes que salvaguardan la Identidad, la Expresión de Género, la Igualdad Social y la no Discriminación.
En 2016, con motivo del 7 de mayo, Día Internacional contra la Homofobia, la Organización de las Naciones Unidas (ONU) a través de la UNFE lanzó un vídeo conmemorativo "Por qué luchamos" (en inglés "Why we fight") recordando que al menos 76 países aún tienen leyes contra las relaciones entre personas del mismo sexo y que en al menos 5 de ellos se castiga con la pena de muerte. Para realizarlo, se pidió a organizaciones LGBT de todo el mundo que explicaran por qué se han unido para luchar por esta causa y se implicó al personal del Alto Comisionado para los Derechos Humanos y de la ONU, incluyendo al secretario general Ban Ki-Moon. La canción fue interpretada por Rachel Platten y cedida para el proyecto por Columbia Records.
En 2017, la UNFE realizó una campaña para la concienciación a través de una serie de cortos audiovisuales con temáticas de interés que se encuentran disponibles en las redes sociales, como vía para llegar a la población más joven, nativa digital y que aprende y se informa mediante imágenes y audiovisuales. Y en 2018 la campaña recalcó el hecho de que poner fin a la discriminación LGBT no es sólo una prioridad en derechos humanos, sino que también es una cuestión económica.